# Kuršių Nerija nationalpark
Kuršių Nerija nationalpark (dansk: Neringas kuriske nationalpark), er en af de fem nationalparker i Litauen. Parken blev oprettet i 1991 for at beskytte de unikke økosystemer på Den Kuriske landtange og ved Den Kuriske lagune.
Kuršių Nerija nationalpark er beskyttet af staten i henhold til litauisk lovgivning om beskyttede områder. Siden 1997 er parken medlem af Europarc føderationen. Kuršių Nerija nationalpark er klassificeret i kategori II af World Conservation Union.

## Billeder fra Kuršių Nerija nationalpark
- Hus i Nida
- Klitter i nationalparken
- Straden ved Nida
- Thomas Manns hus ved Nida